# Aardbeiblaasmijnmot
De aardbeiblaasmijnmot (Ectoedemia arcuatella) is een vlinder uit de familie dwergmineermotten (Nepticulidae). De wetenschappelijke naam is voor het eerst geldig gepubliceerd in 1855 door Herrich-Schäffer.
De soort komt voor in Europa.

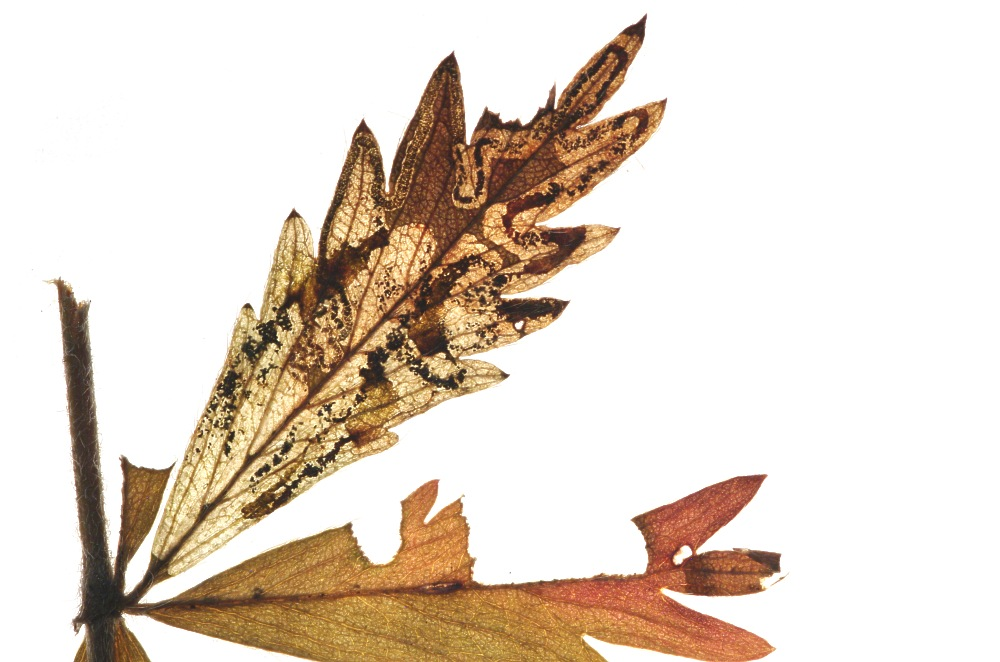
Aantasting van Tormentil